# يوسوكي كاواساكي
يوسوكي كاواساكي (باليابانية: 川崎 陽介) (17 يناير 1990 في كاغوشيما في اليابان – )؛ هو لاعب كرة قدم سابق كان يلعب كلاعب وسط.